# Stefan Bellof

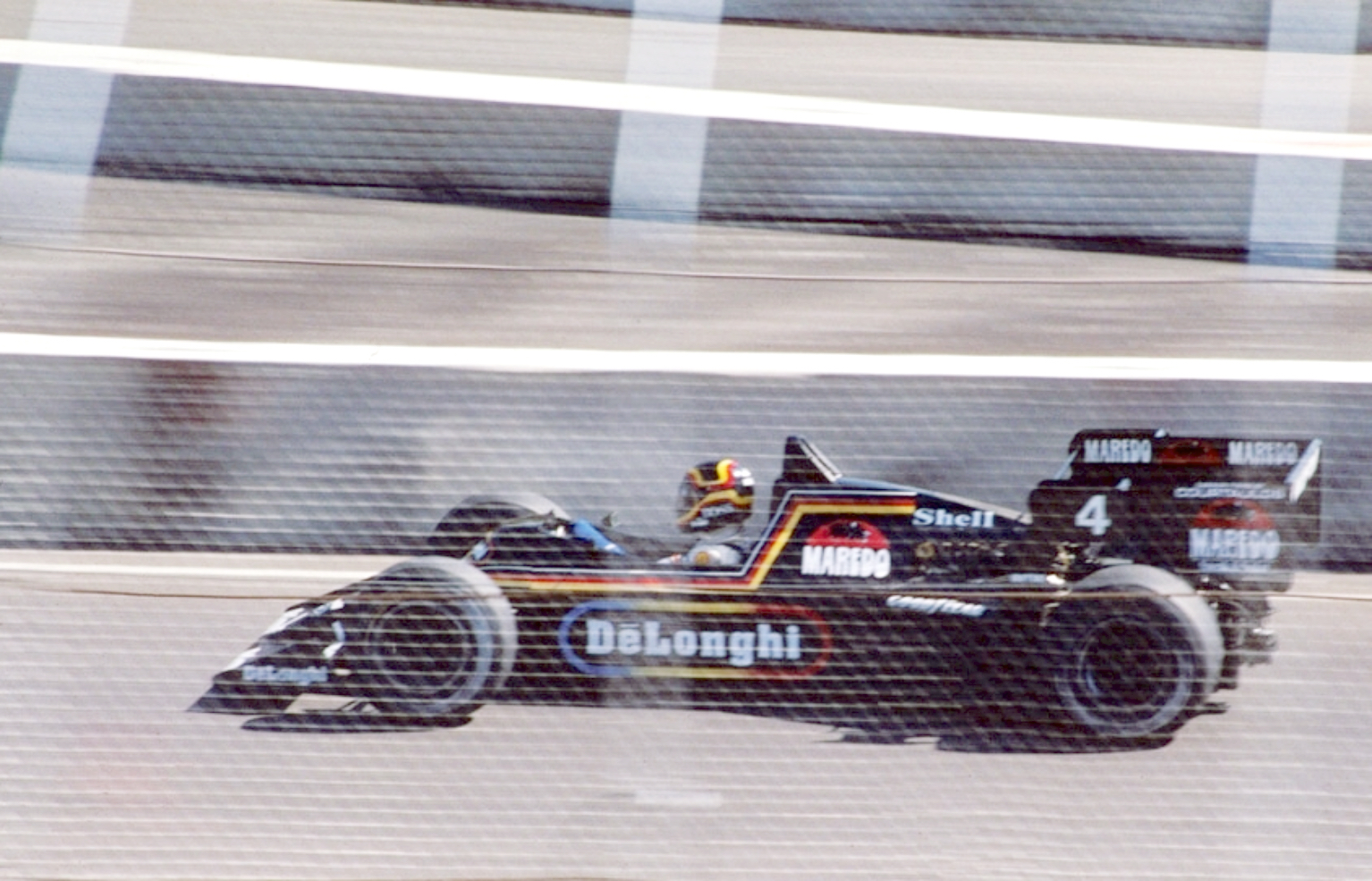
Stefan Bellof amb un Tyrrell

Stefan Bellof (20 de novembre del 1957, Gießen, RFA - 1 de setembre del 1985, Circuit de Spa-Francorchamps, Bèlgica) fou un pilot de curses automobilístiques alemany que va arribar a disputar curses de Fórmula 1.

## Carrera automobilística
Stefan Bellof va debutar a la primera cursa de la temporada 1984 (la 35a temporada de la història) del campionat del món de la Fórmula 1, disputant el 25 de març del 1984 el G.P. de Brasil al Circuit de Jacarepaguà.
Va participar en un total de vint-i-dues curses puntuables pel campionat de la F1, disputades en dues temporades consecutives (Temporada 1984 de Fórmula 1 i Temporada 1985 de Fórmula 1), aconseguint una quarta posició com millor classificació en una cursa i assolí quatre punts pel campionat del món de pilots. Va morir en un accident al circuit de Spa-Francorchamps

## Resultats a la Fórmula 1
| Any  | Equip                       | Xassís  | Motor    | 1       | 2       | 3       | 4       | 5       | 6       | 7       | 8         | 9       | 10      | 11      | 12  | 13      | 14  | 15  | 16  | Posició | Punts |
| ---- | --------------------------- | ------- | -------- | ------- | ------- | ------- | ------- | ------- | ------- | ------- | --------- | ------- | ------- | ------- | --- | ------- | --- | --- | --- | ------- | ----- |
| 1984 | Tyrrell Racing Organisation | Tyrrell | Cosworth | BRA DSQ | RSA DSQ | BEL DSQ | SMR DSQ | FRA DSQ | MON DSQ | CAN DSQ | E.USA DSQ | DAL DSQ | GBR DSQ | ALE     | AUT | HOL DSQ | ITA | EUR | POR | -       | 0     |
| 1985 | Tyrrell Racing Organisation | Tyrrell | Cosworth | BRA     | POR 6   | SMR Ret | MON NVQ | CAN 11  | E.USA 4 | FRA 13  | GBR 11    |         |         |         |     |         |     |     |     | 16è     | 4     |
| 1985 | Tyrrell Racing Organisation | Tyrrell | Renault  |         |         |         |         |         |         |         |           | ALE 8   | AUT 7   | HOL Ret | ITA | BEL     | EUR | RSA | AUS | 16è     | 4     |

### Resum
| Curses: | Victòries: | Pòdiums: | Poles: | Voltes ràpides: | Punts: |
| ------- | ---------- | -------- | ------ | --------------- | ------ |
| 22 (22) | 0          | 0        | 0      | 0               | 4      |